# Gare de Hammond - Whiting
La gare de Hammond - Whiting est une gare ferroviaire des États-Unis située à Hammond à proximité de Whiting dans l'État de l'Indiana.

## Histoire
Elle est mise en service en 1982.

## Service des voyageurs

### Desserte
Ligne d'Amtrak:
- Le Wolverine: Chicago - Pontiac